# Сангано
Сангано (итал. Sangano) је насеље у Италији у округу Торино, региону Пијемонт.
Према процени из 2011. у насељу је живело 3459 становника. Насеље се налази на надморској висини од 340 м.

## Становништво
Према резултатима пописа становништва 2011. у општини је живело 3.807 становника.
| 1931. | 1936. | 1951. | 1961. | 1971. | 1981. | 1991. | 2001. | 2011. |
| ----- | ----- | ----- | ----- | ----- | ----- | ----- | ----- | ----- |
| 391   | 423   | 549   | 637   | 1.367 | 2.528 | 3.238 | 3.705 | 3.807 |

## Партнерски градови
- Дијамантина